# Мінаєв-Каневський Сергій Володимирович
Сергій Володимирович Мінаєв (Мойсей Семенович Каневський) (квітень 1900, місто Одеса — розстріляний 13 липня 1937, місто Київ) — радянський державний діяч, керівничий Центрального статистичного управління УСРР, заступник голови Держплану УСРР.

## Життєпис
Народився в квітні 1900 року в єврейській родині торговця Семена Каневського в Одесі. Його батько мав контору з експорту хліба в місті Миколаєві.
У 1918 році Мойсей Каневський закінчив комерційне училище в Миколаєві. Ще підлітком працював вантажником у Миколаївському порту.
Член РКП(б) з 1918 року.
У 1919 році переїхав до міста Харків, де брав участь у більшовицькому підпіллі. Саме тоді для конспірації змінив прізвище на Мінаєв.
Під час громадянської війни служив у Червоній армії, був начальником агітпоїзда III-го Інтернаціоналу, потім працював на Донбасі у Всеукраїнській надзвичайній комісії по боротьбі з контрреволюцією (ВЧК).
У 1920—1921 роках — голова виконавчого комітету Таганрозької міської ради Донецької губернії.
З 1922 по 1924 рік був членом правління Вукоопспілки в місті Харкові.
У 1925 — лютому 1928 року — заступник керівничого Центрального статистичного управління Української СРР.
У лютому 1928 — лютому 1930 року — керівничий Центрального статистичного управління Української СРР.
Після введення у 1930 році загальної планової системи та ліквідації ЦСУ УСРР переїхав до Москви, де з 1930 по 1931 рік працював начальником економіко-статистичного сектору Держплану СРСР, з 1931 по 1932 рік був начальником сектору народногосподарського обліку Держплану СРСР.
З 1932 по січень 1933 року — заступник, 1-й заступник начальника Центрального управління народногосподарського обліку Держплану СРСР.
У 1933 — січні 1937 року — заступник голови Держплану Української СРР.
2 січня 1937 року заарештований органами НКВС за звинуваченням в «участі в контрреволюційній організації правих в Україні, яка стоїть на терористичних позиціях». Під час закритого судового засідання 13 липня 1937 року Військовою колегією Верховного суду СРСР засуджений до розстрілу і того ж дня страчений в Києві.
Посмертно реабілітований 7 березня 1956 року.